# Petrovo zapření

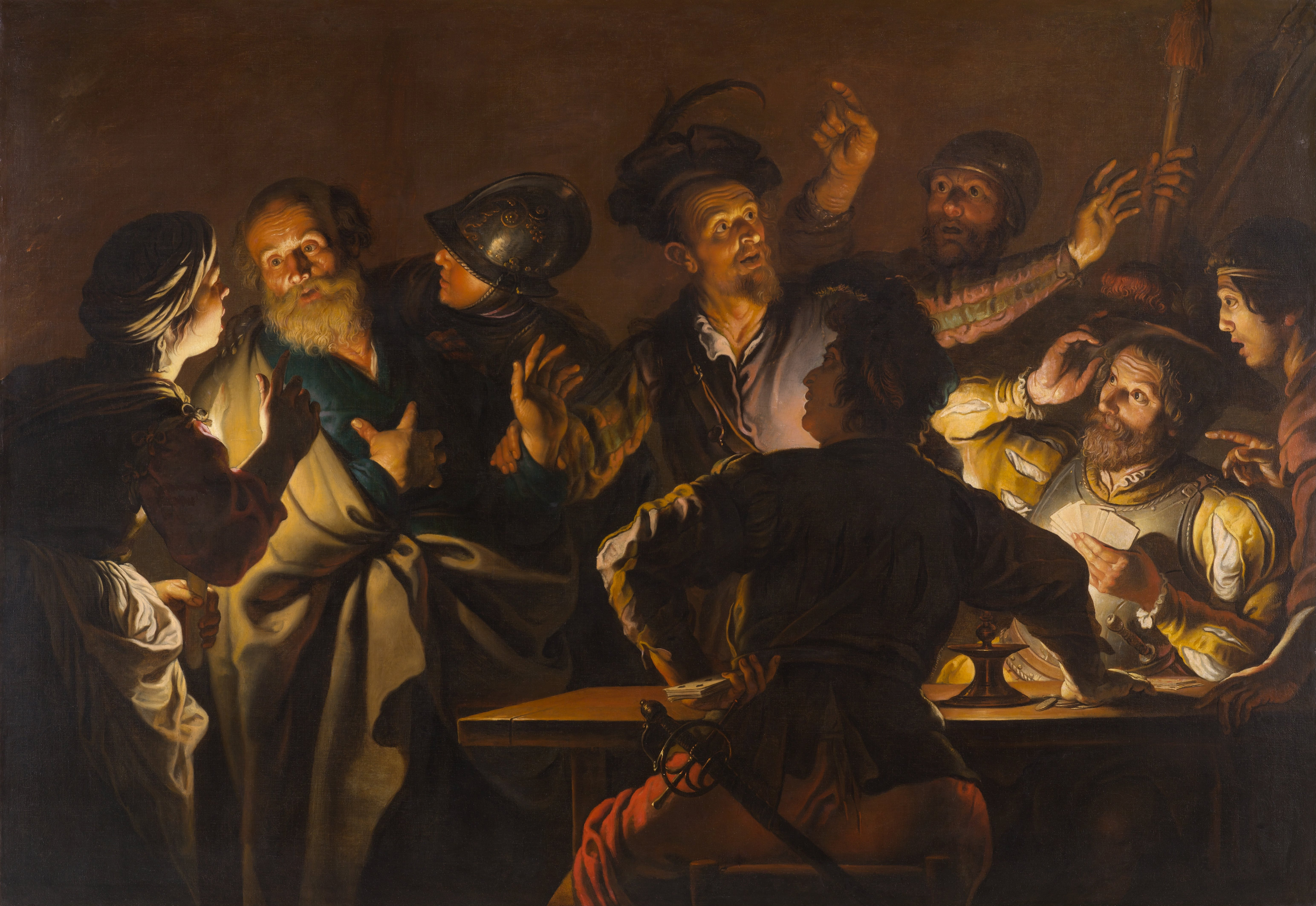
Zapření svatého Petra, olejomalba na plátně od Gerarda Segherse z let 1620-1625, která je nyní v majetku North Carolina Museum of Art.

Petrovo zapření (nebo Petrovo zapírání) označuje tři skutky zapření Ježíše apoštolem Petrem, jak jsou popsány ve všech čtyřech evangeliích Nového zákona.
Všechna čtyři kanonická evangelia uvádějí, že Ježíš během poslední večeře se svými učedníky předpověděl, že Petr zapře, že ho zná, a prohlásil, že Petr se ho zřekne dříve, než druhý den ráno zakokrhá kohout. Po Ježíšově zatčení Petr třikrát zapřel, že ho zná, ale po třetím zapření uslyšel zakokrhání kohouta a vzpomněl si na předpověď, když se na něj Ježíš otočil. Petr pak hořce zaplakal. Tato poslední událost je známá jako Petrovo pokání.
Bouřlivé emoce, které se skrývají za Petrovým zapřením a pozdějším pokáním, jsou již po staletí námětem významných uměleckých děl. Příkladem může být Caravaggiovo Zapření svatého Petra, které je nyní v Metropolitním muzeu umění. Události inspirovaly také úseky v různých filmech souvisejících se životem a smrtí Ježíše Krista (například když Francesco De Vito vystupoval jako Petr ve filmu Umučení Krista), stejně jako odkazy v hudebních dílech, a to jak náboženských, tak světských. 

## Biblické záznamy

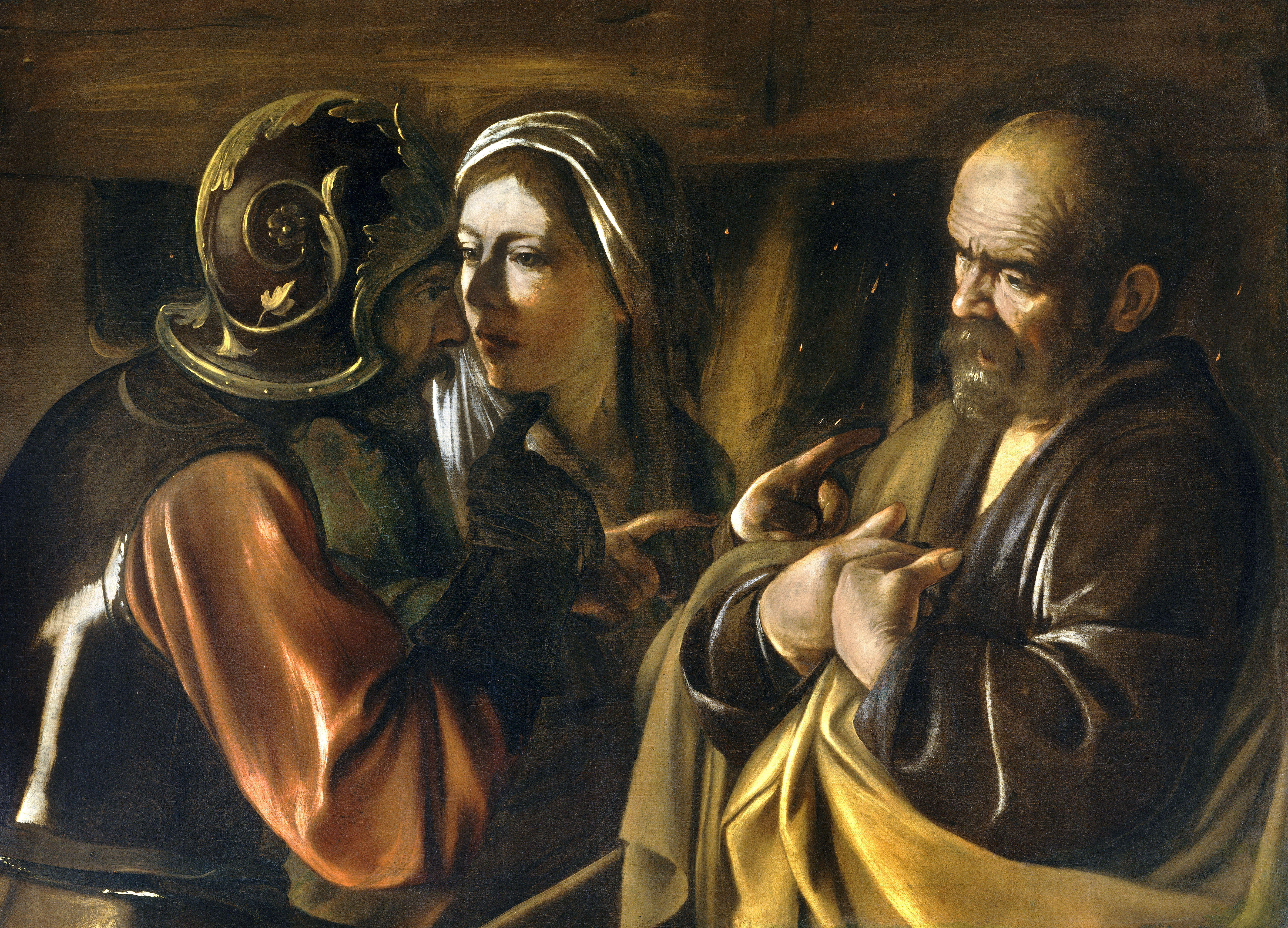
Zapření svatého Petra, Caravaggio

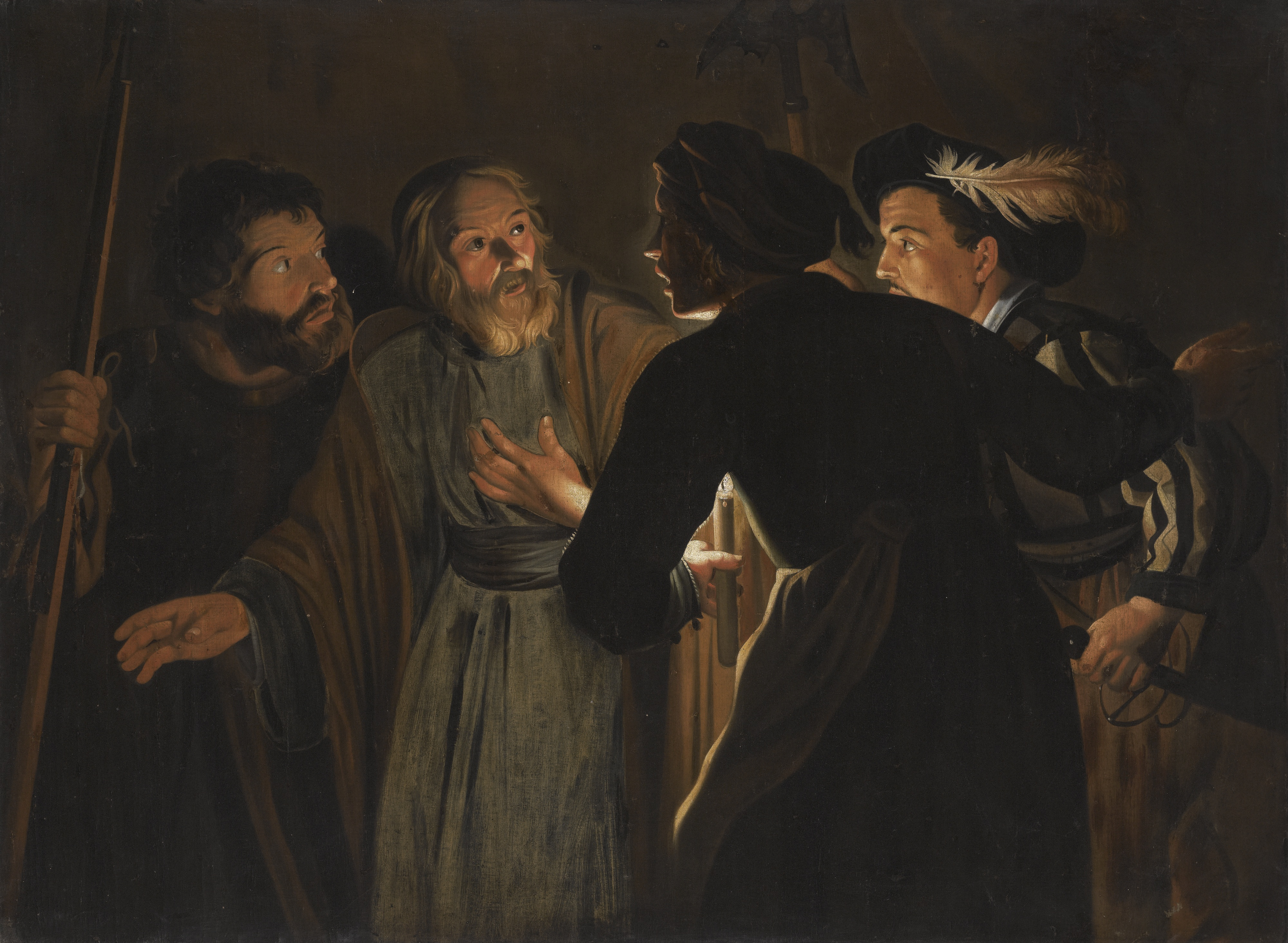
Vlámská malba: Zapření svatého Petra od Gerarda Segherse

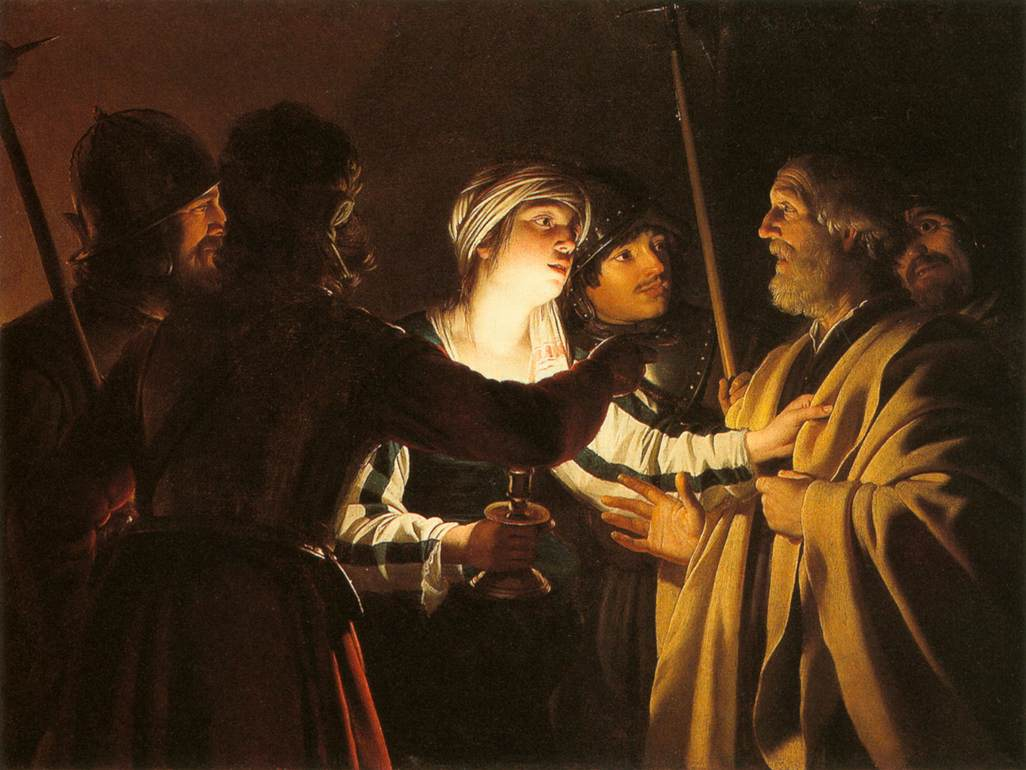
Zapření svatého Petra od Gerarda van Honthorsta (1622–1624)

Předpověď, kterou Ježíš vyslovil při poslední večeři, že Petr zapře a zřekne se ho, se objevuje v Matoušově evangeliu – Mt 26, 33–35 (Kral, ČEP), Markově evangeliu – Mk 14, 29–31 (Kral, ČEP), Lukášově evangeliu – Lk 22, 33–34 (Kral, ČEP) a Janově evangeliu – Jan 13, 36–38 (Kral, ČEP). Zprávy o zapření se v evangeliích navzájem liší. 
Podle Matoušova evangelia: 
Na to mu řekl Petr: „Kdyby všichni od tebe odpadli, já nikdy ne!“ Ježíš mu odpověděl: „Amen, pravím ti, že ještě této noci, dřív než kohout zakokrhá, třikrát mě zapřeš.“ Petr prohlásil: „I kdybych měl s tebou umřít, nezapřu tě.“ Podobně mluvili všichni učedníci.
Ještě té noci byl Ježíš zatčen. První zapření služebné v Lukášovi – Lk 22, 54–57 (Kral, ČEP) je následující:
Pak ho zatkli a odvedli do veleknězova domu. Petr šel zpovzdálí za nimi. Když zapálili uprostřed nádvoří oheň a sesedli se okolo, přisedl mezi ně i Petr. A jak seděl tváří k ohni, všimla si ho jedna služka, pozorně se na něj podívala a řekla: „Tenhle byl také s ním!“ Ale on zapřel: „Vůbec ho neznám.“
Druhé zapření stejné ženě v Markově evangeliu – Mk 14, 69–70 (Kral, ČEP) zní:
Ale služka ho uviděla a zase začala říkat těm, kdo stáli poblíž: „Ten člověk je z nich!“ On však opět zapíral.
Třetí zapření několika lidem je důrazné, protože se zaklíná podle Matoušova evangelia – Mt 26, 73–75 (Kral, ČEP): 
Ale zakrátko přistoupili ti, kdo tam stáli, a řekli Petrovi: „Jistě i ty jsi z nich, vždyť i tvé nářečí tě prozrazuje!“ Tu se začal zaklínat a zapřísahat: „Neznám toho člověka.“ Vtom zakokrhal kohout; tu se Petr rozpomněl na slova, která mu Ježíš řekl: ‚Dříve než kohout zakokrhá, třikrát mě zapřeš.‘ Vyšel ven a hořce se rozplakal.
Lukášovo evangelium – Lk 22, 59–62 (Kral, ČEP) popisuje poslední Petro zapření takto:
Když uplynula asi hodina, tvrdil zase někdo: „I tenhle byl určitě s ním, vždyť je z Galileje!“ Petr řekl: „Vůbec nevím, o čem mluvíš!“ A ihned, ještě než domluvil, zakokrhal kohout. Tu se Pán obrátil a pohleděl na Petra; a Petr se rozpomenul na slovo, které mu Pán řekl: „Dřív než dnes kohout zakokrhá, zapřeš mne třikrát.“ Vyšel ven a hořce se rozplakal.  
Janovo evangelium – Jan 18, 15–27 (Kral, ČEP) popisuje příběh trojího zapření následovně: 
Za Ježíšem šel Šimon Petr a jiný učedník. Ten učedník byl znám veleknězi a vešel s Ježíšem do nádvoří veleknězova domu. Petr zůstal venku před vraty. Ten druhý učedník, který byl znám veleknězi, vyšel, promluvil s vrátnou a zavedl Petra dovnitř. Tu řekla služka vrátná Petrovi: „Nepatříš i ty k učedníkům toho člověka?“ On řekl: „Nepatřím.“... Šimon Petr stál ještě u ohně a ohříval se. Řekli mu: „Nejsi i ty z jeho učedníků?“ On to zapřel: „Nejsem.“ Jeden z veleknězových sluhů, příbuzný toho, jemuž Petr uťal ucho, řekl: „Což jsem tě s ním neviděl v zahradě?“ Petr opět zapřel; a vtom zakokrhal kohout.  
Po Ježíšově vzkříšení se v Janově evangeliu – Jan 21, 15–17 (Kral, ČEP) vypráví, jak se Ježíš třikrát zeptal Petra, zda ho miluje, což poukazuje na Petrovu rehabilitaci po jeho pokání.

## Kontext a tradice

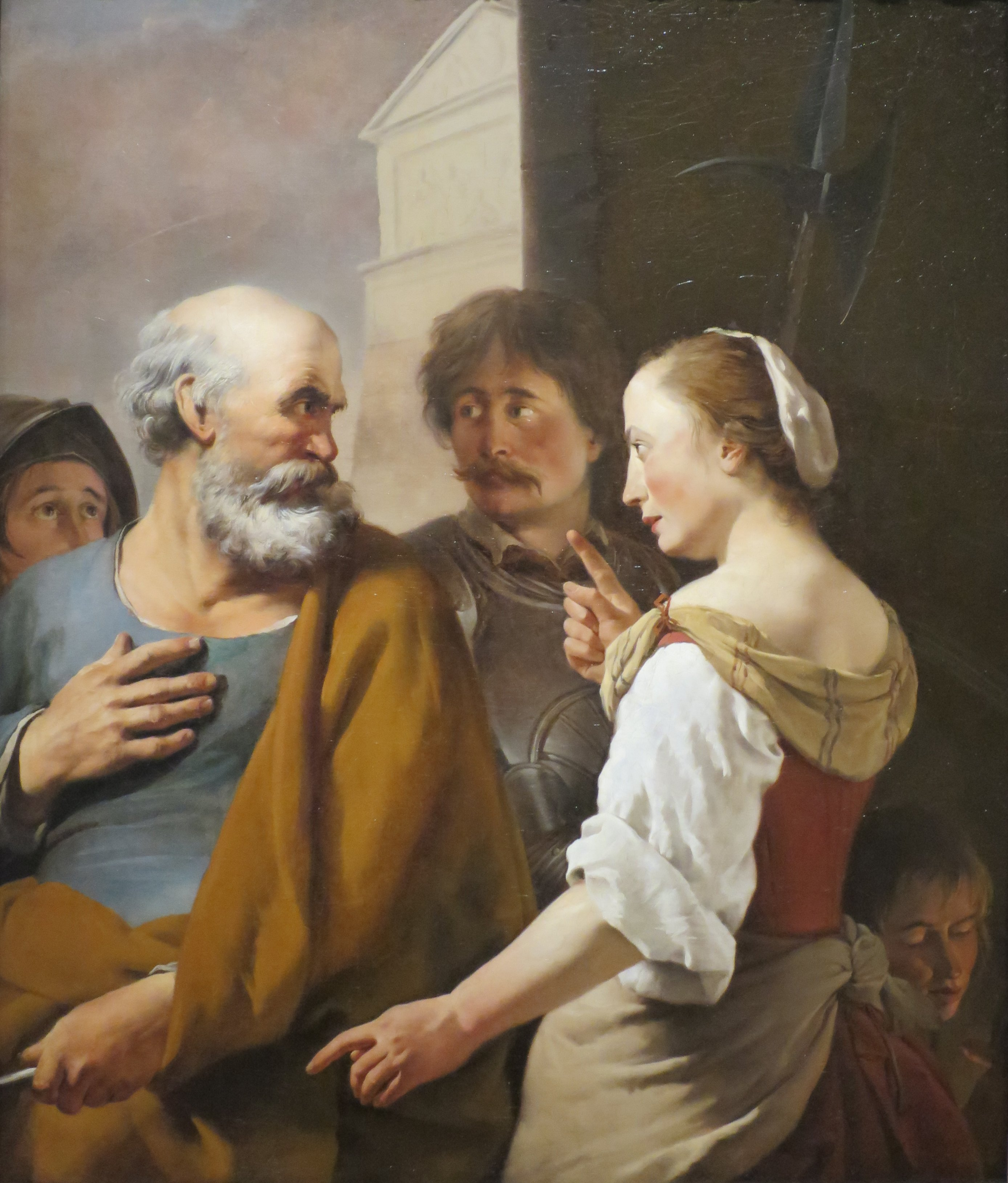
Karel Dujardin, Peterovo zapření

### Kontext
Po většinu tří let, které Ježíš strávil ve své činnosti, shromažďováním a vyučováním učedníků, byl pozorován, kritizován a napadán učenci a kněžími. Jeho učení bylo někdy považováno za kacířské a jeho jednání při shromažďování skupiny učedníků za možná politicky motivované. Ježíšovo zajetí a soudní procesy byly vyvrcholením této antipatie.
Petr byl jedním z dvanácti učedníků, kteří byli nejblíže Ježíšovi. Jeho zapírání se děje tváří v tvář obvinění, že byl „s Ježíšem“, což je termín označující pouto učednictví. Matoušovo evangelium uvádí, že Petr zapřel Ježíše „přede všemi“, čímž učinil veřejné svědectví, které stvrdil přísahou. Matouš v celém svém evangeliu zdůrazňuje důležitost veřejného svědectví jako základního prvku učednictví a v Mt 10, 32–33 (Kral, ČEP) uvádí: „Každý, kdo se ke mně přizná před lidmi, k tomu se i já přiznám před svým Otcem v nebi; kdo mě však zapře před lidmi, toho i já zapřu před svým Otcem v nebi.“ Petrovo zapření je v přímém rozporu s podstatou učednictví, jak ji popisuje Matouš. Matouš také již dříve uvedl Ježíšovo učení, které zakazuje používat přísahu:
„Dále jste slyšeli, že bylo řečeno otcům: ‚Nebudeš přísahat křivě, ale splníš Hospodinu přísahy své.‘ Já však vám pravím, abyste nepřísahali vůbec; ani při nebi, protože nebe je trůn Boží; ani při zemi, protože země je podnož jeho nohou; ani při Jeruzalému, protože je to město velikého krále; ani při své hlavě nepřísahej, protože nemůžeš způsobit, aby ti jediný vlas zbělel nebo zčernal. Vaše slovo buď ‚ano, ano – ne, ne‘; co je nad to, je ze zlého.“
Novozákonní popisy Petrova zapření zachycují dramatičnost této události. Petrovi protivníci v diskusi o jeho učednictví postupují od služebné přes služebnou a přihlížející až k celému zástupu. Jeho zapírání postupuje od tvrzení o neznalosti přes zapírání plus přísahu až k zaklínání a přísahám s úplným popřením, že Ježíše kdy znal. Význam trojího zapření spočívá v jejich superlativní síle; podtrhuje učedníkovo odhodlání zapřít Ježíše (viz biblická numerologie). Zakokrhání kohouta pak Petrovi přináší šok, že Ježíš tři zapření předpověděl.
Tato epizoda byla vnímána jako událost, která osvětluje Petrovu jedinečnou roli a odlišuje ho od ostatních učedníků, podobně jako v Markově evangeliu – Mk 16, 7 (Kral, ČEP), kde anděl říká ženám, aby „šly a řekly jeho učedníkům a Petrovi“ o Ježíšově vzkříšení. V této epizodě, stejně jako často jinde v Markově evangeliu, Petr vystupuje jako ústřední postava apoštolů a je zde představen zásadní christologický obraz: Petrovo zapírání kontrastuje s upřímným vyznáním Ježíše při jeho soudu před sanhedrinem a ukazuje jeho věrnost jako proroka, Syna a Mesiáše.
Trojí Petrovo zapření je podnětem k třem opakovaným otázkám, které Ježíš položil Petrovi u Galilejského jezera po svém vzkříšení: „Šimone, synu Janův, miluješ mě?“ „Miluji tě,“ odpověděl Petr. Ačkoli si Petr tuto událost původně vykládal jako výtku za svá tři zapření (také kvůli tomu, že Ježíš použil jeho staré jméno „Šimon“), později se na ni začalo pohlížet jako na Ježíšův vykupitelský čin, který Petrovi umožnil veřejně před spolubratry prohlásit, že svého Pána skutečně miluje, a tím se plně obnovit ve společenství věřících.
Trojí „zapření“ se objevuje i v gnostickém prameni, v Petrově gnostické apokalypse z rukopisů v Nag Hammádí, ale v kontextu meditace a vidění vnitřního vidění Mistra se role obracejí. V gnostické Apokalypse o Petrovi Ježíš zapírá Petra „třikrát v této noci“ jako nepřipraveného na vnitřní zrak, 72,5. V této knize se Ježíš „třikrát v této noci“ zapírá jako nepřipravený na vnitřní zrak. Oba detaily „třikrát“ zapřeného a přítomnost „v této noci“ naznačují souvislost s kanonickým líčením Petrova zapření.

### Modlitby a tradice
Biskup Lancelot Andrewes složil následující modlitbu:
Pane Ježíši Kriste, pohlédni na nás těma svýma očima, jimiž jsi pohlédl na Petra v síni, abychom se s Petrem káli a stejnou láskou nám bylo odpuštěno pro tvé nekonečné milosrdenství. Amen.
S odkazem na slzy prolité Petrem během jeho pokání v souvislosti se svátostí smíření svatý Ambrož řekl, že „v Církvi jsou voda a slzy: voda křtu a slzy pokání“. Tradičně se „slzy pokání“, jejichž příkladem byl Petr, staly symbolem smutku i útěchy a zároveň znamením litovaných hříchů a hledání odpuštění.
V biblické křížové cestě, kterou v roce 1991 zavedl papež Jan Pavel II. jako verzi křížové cesty a která se koná každý Velký pátek v římském Koloseu, je čtvrtým zastavením Petrovo zapření.
Během Svatého týdne se v Jeruzalémě občas konají vigilie na místě, které je tradičně považováno za místo Petrova pokání, nedaleko domu velekněze Izraele Kaifáše, který se účastnil procesu proti Ježíši v Sanhedrinu.

## Komentář
Justus Knecht komentuje Petrovo zapření slovy: 
Příčiny Petrova pádu byly tyto: 1. Nevyhýbal se bezprostředním příležitostem k hříchu, neboť v době svého pádu se stýkal s Kristovými nepřáteli. Kdyby opustil jejich společnost i po svém prvním zapření, nepadl by tak hluboko. „Kdo miluje nebezpečí, ten v něm zahyne“ – srov.Kaz 3, 27 (Kral, ČEP). 2. Příliš málo pozornosti věnoval varovným slovům našeho Pána: „Satan vás chtěl prosívat jako pšenici...“; „Dnes v noci mě třikrát zapřeš“, a příliš důvěřoval sám sobě: „I kdyby se všichni pohoršili, já ne“; „Položím za Tebe svůj život!“; „Ať se všichni pohorší, ale já ne!“ Když tato slova vyslovil, myslel je vážně, neboť Petr měl velmi pevnou víru v našeho Pána a vroucí lásku k němu; neměl však zapomínat, že je slabý člověk a že bez Boží milosti nemůže zůstat věrný. Náš Pán mu to řekl jen krátce předtím, když šli na Olivovou horu: „Beze mne nemůžete dělat nic!“ 3. Padl tedy kvůli přílišné sebedůvěře a zanedbání napomenutí našeho Pána: „Bděte a modlete se, abyste neupadli do pokušení!“
Roger Baxter se ve svých Meditacích zamýšlí nad Petrovým nedostatkem víry a píše: 
Ještě před několika hodinami Petr říkal: „I kdybych měl s Tebou jíž na smrt, nezapřu Tě.“ Ale nyní, bohužel, při prvním slově ženy ze studu a strachu popírá, že by Ho kdy znal. Kolik je nyní lidí, kteří se ne z pokory, ale z pouhé obavy, co řekne svět, bojí přiznat se k jakémukoli křesťanskému nebo ctnostnému činu a přihlásit se ke Kristově následování!

## V umění a hudbě

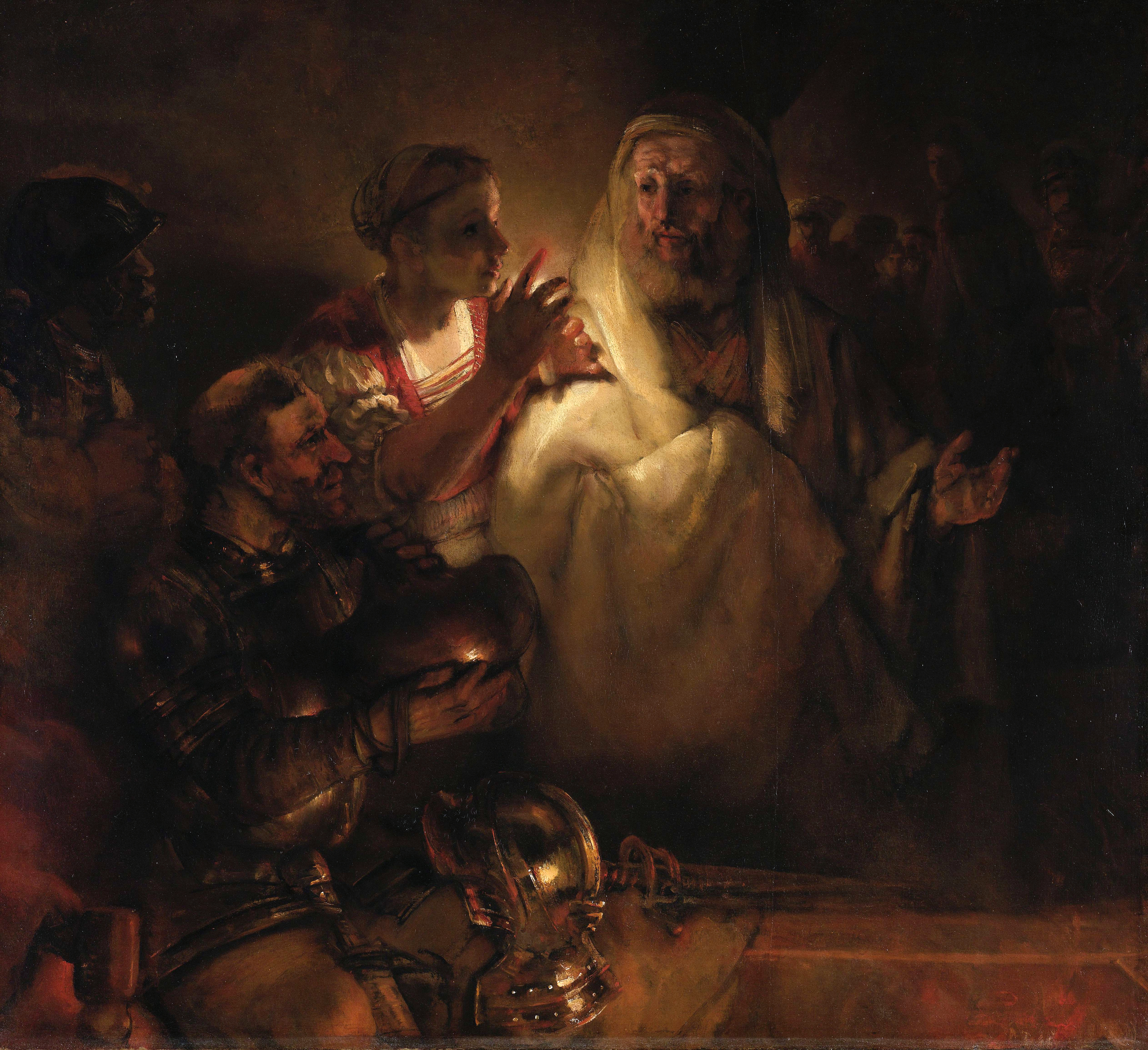
Rembrandt: Zapření svatého Petra, 1660

Tato epizoda je již po staletí námětem uměleckých děl. Byla také zdramatizována v hudebním zpracování pašijového příběhu. Byla zobrazena různými prostředky a metodami, od mozaiky z 6. století v bazilice Sant'Apollinare Nuovo až po ruské ikony a olejomalby mnoha starých mistrů. Téma bylo někdy zařazováno do cyklů Život Krista nebo Umučení Krista, často jako jediná scéna, která neobsahovala postavu Krista.
Na Rembrandtově vyobrazení Zapření svatého Petra z roku 1660, které se nyní nachází v Rijksmuseu v Amsterdamu a které bylo ovlivněno rytinami verze Gerarda Segherse z roku 1623, představuje služebnou, která poznává Petra, se svíčkou, jež osvětluje Petrovu tvář. Dva vojáci se při Petrově řeči dívají s podezřením, zatímco v dálce je zobrazen Ježíš, který má ruce spoutané za zády a otáčí se, aby se podíval na Petra. Petr se tváří odvráceně od Ježíše a levou rukou gestikuluje, ačkoli jeho výraz je prostý vzdoru.
Caravaggiovo Zapření svatého Petra z roku 1610 se nyní nachází v Metropolitním muzeu umění v New Yorku. Autor George Weatherhead obdivuje Caravaggiovo vyobrazení, způsob, jakým Petr projevuje kolísavou trému ve svých nestálých rysech, vědom si nedůstojné lži, kterou říká. Jeho rty se chvějí a oči hledají, ale nemohou najít jistotu pravdy. Caravaggio na tomto obraze ztvárnil služebnou s použitím stejné hlavy ženy, jakou použil na svém vyobrazení Stětí svatého Jana Křtitele.
Související námět, „Petrovo pokání“, zobrazující konec epizody, nebyl často k vidění před katolickým protireformačním uměním, kde se stal populárním jako obhajoba svátosti smíření proti útokům protestantů. Stalo se tak po vydání významného literárního díla jezuitského kardinála Roberta Bellarmina (1542–1621). Obraz obvykle zobrazuje Petra v slzách, jako portrét v polopostavě bez dalších postav, často se sepjatýma rukama jako na pravé straně, a někdy s kohoutem v pozadí; často byl spojen s kající Marií Magdalenou, dalším příkladem z Bellarminovy knihy.
Georges de La Tour tuto kající ikonografii zopakoval na obraze Svatý Petr kající se (1645), ale přidal k ní lucernu u světcových nohou a visící vinnou révu nad kohoutem. Tyto narážky na Petrovo zapření jako sejití ze správné cesty a zpřetrhání učednických pout jsou rozvedeny v díle Georgese de La Tour Zapření svatého Petra (1650).
Pašijový příběh zhudebnila řada skladatelů. Epizodu Petrova zapření s velkou dojemností ztvárnil J. S. Bach v Matoušových i Janových pašijích. Gardiner říká: „Nevyhnutelně trpíme s Petrem; ale nepříjemná otázka, kterou nám Bach klade, zní: vyšel by někdo z nás z jeho utrpení s větším kreditem?“.

Zapření svatého Petra v umění
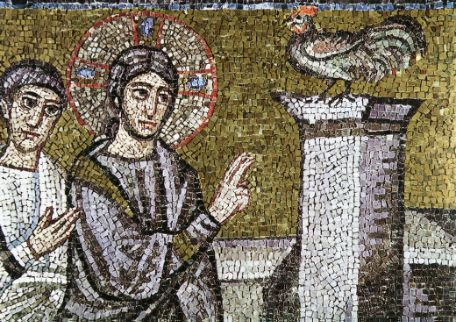
Bazilika Sant'Apollinare Nuovo, 6. století
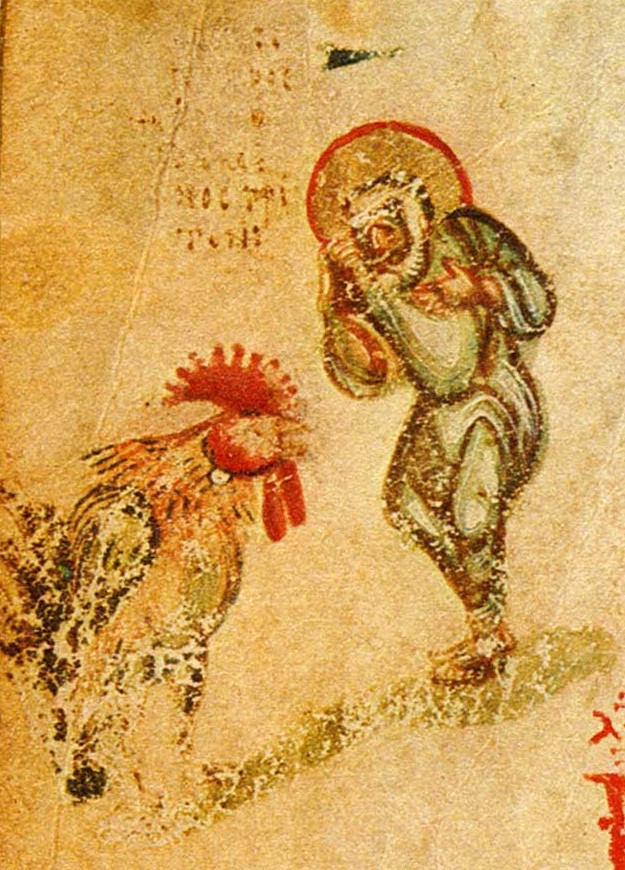
Chludovský žaltář, 9. století
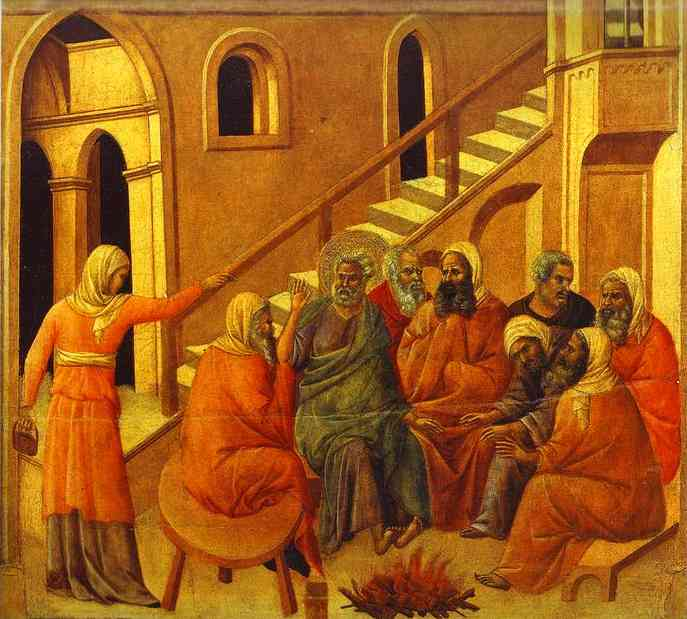
Duccio, 1308–1311
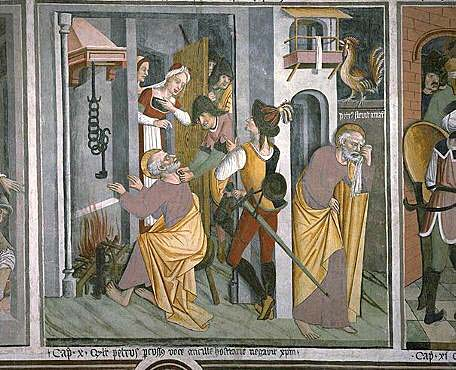
Chapelle Notre-Dame-des-Fontaines de La Brigue, 15. století
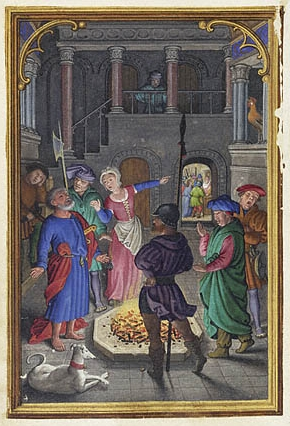
Simon Bening, 1525–1530
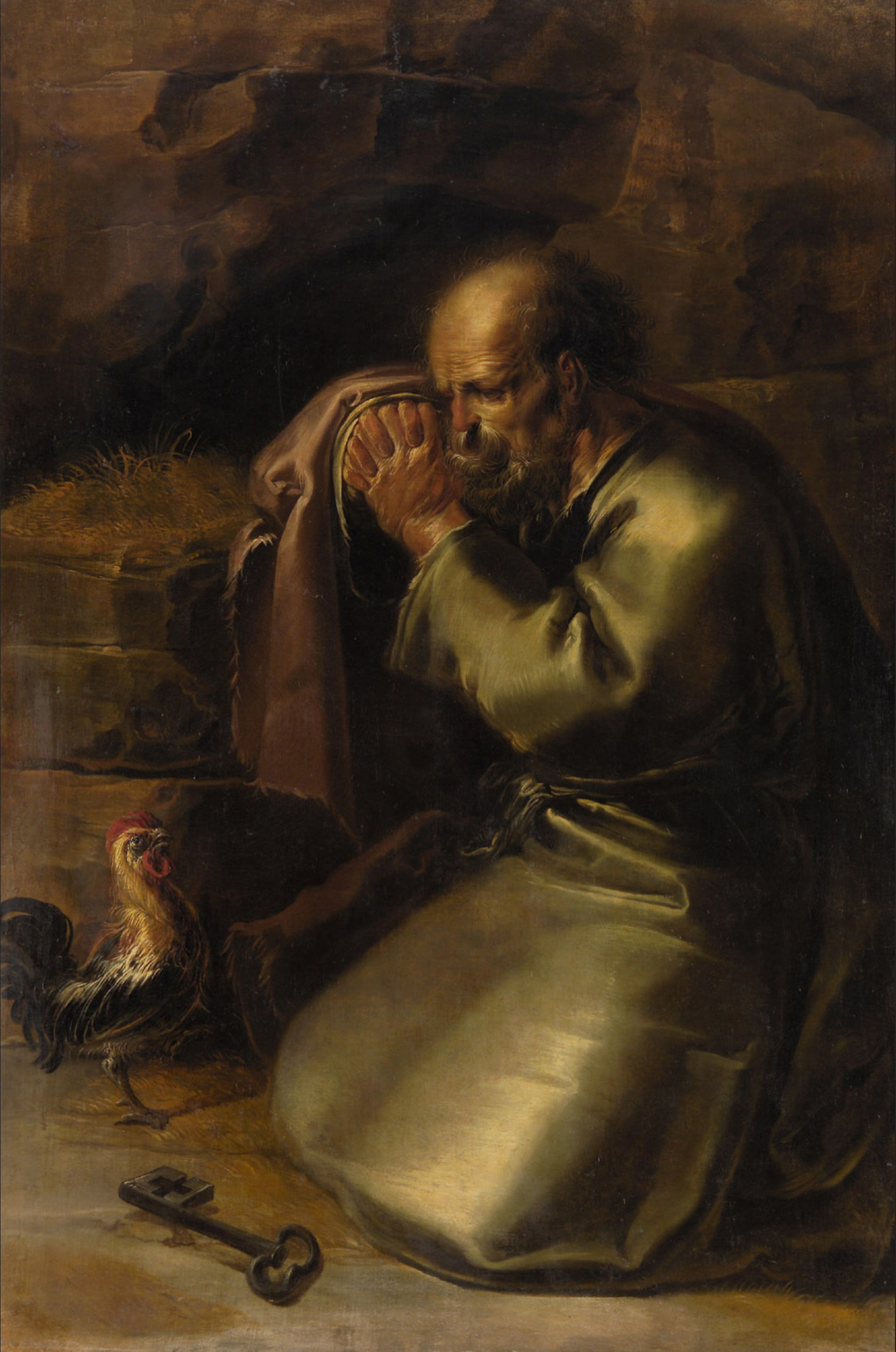
Jan van der Venne, Zapření svatého Petra
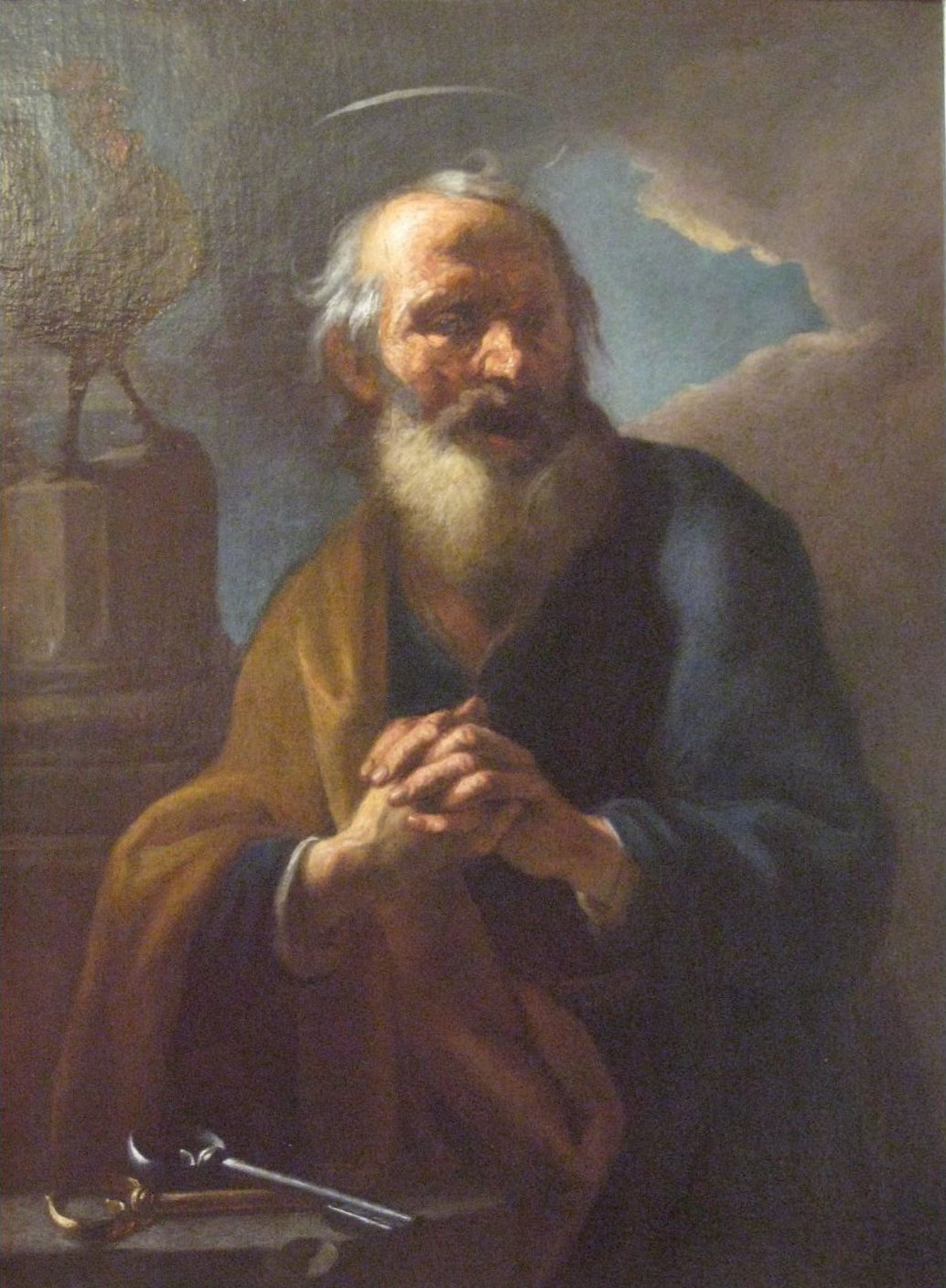
Petrovo pokání, Petr Brandl, 1724
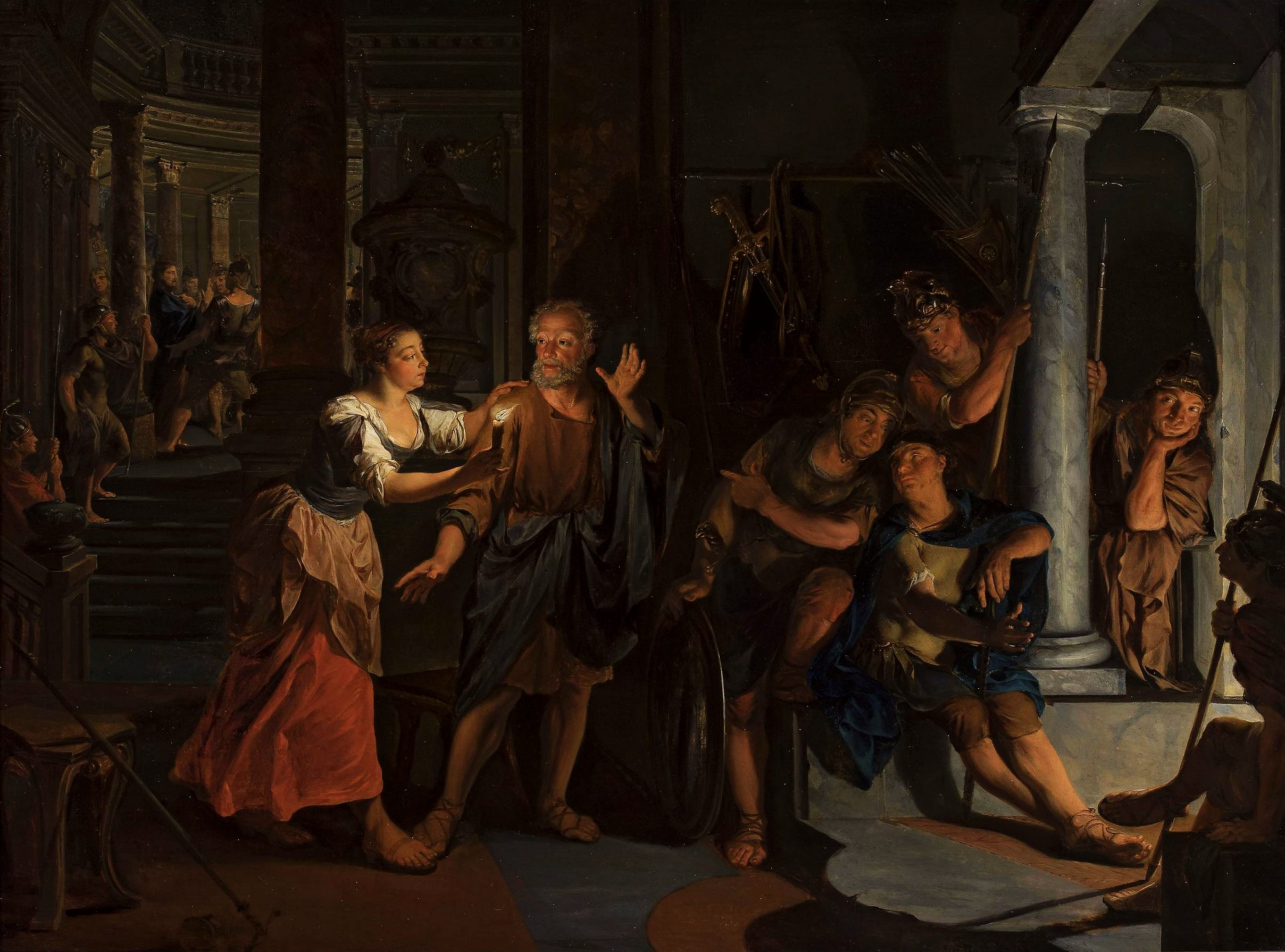
Nikolaus Knüpfer, Zapření svatého Petra
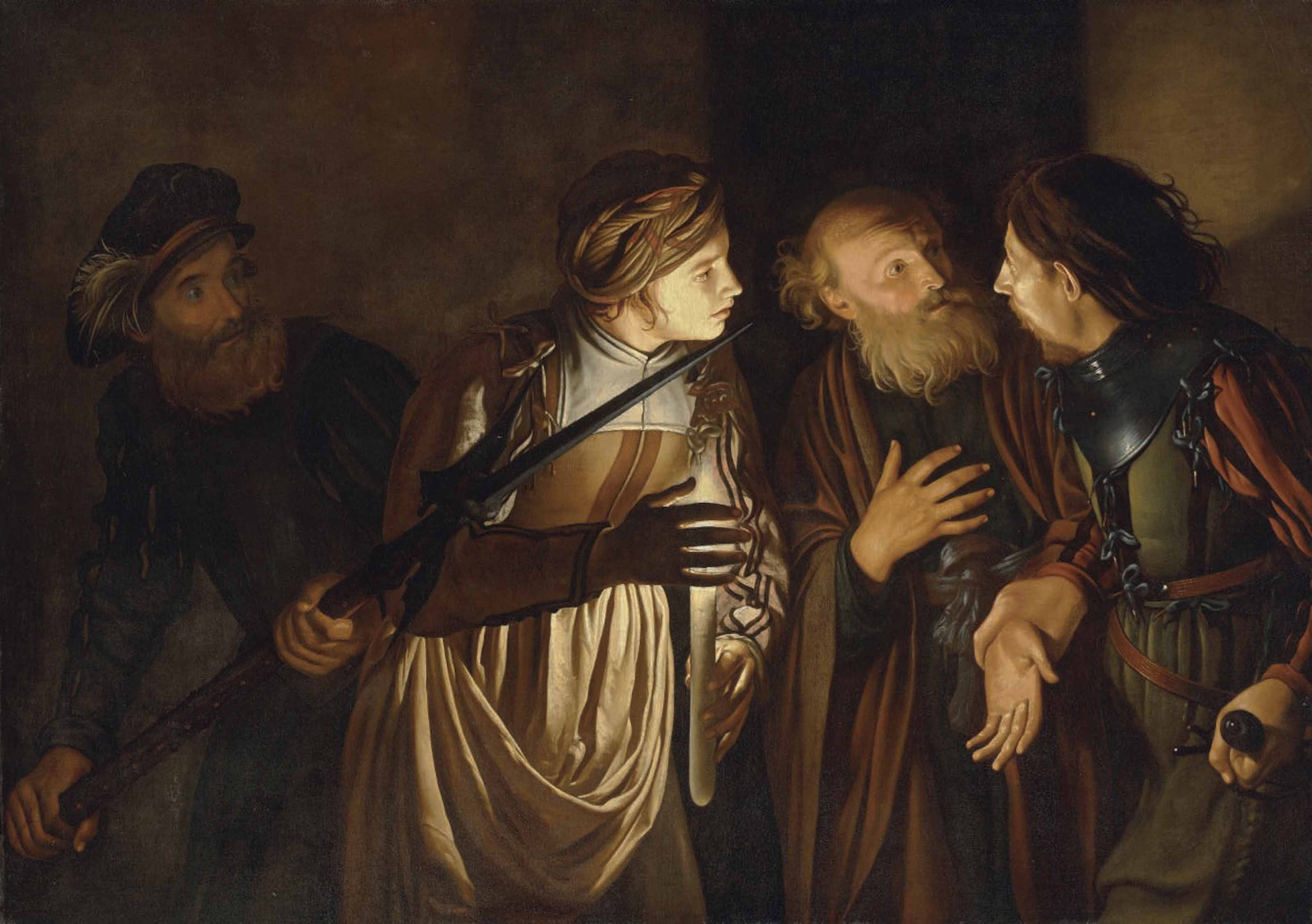
Adam de Coster, Zapření svatého Petra
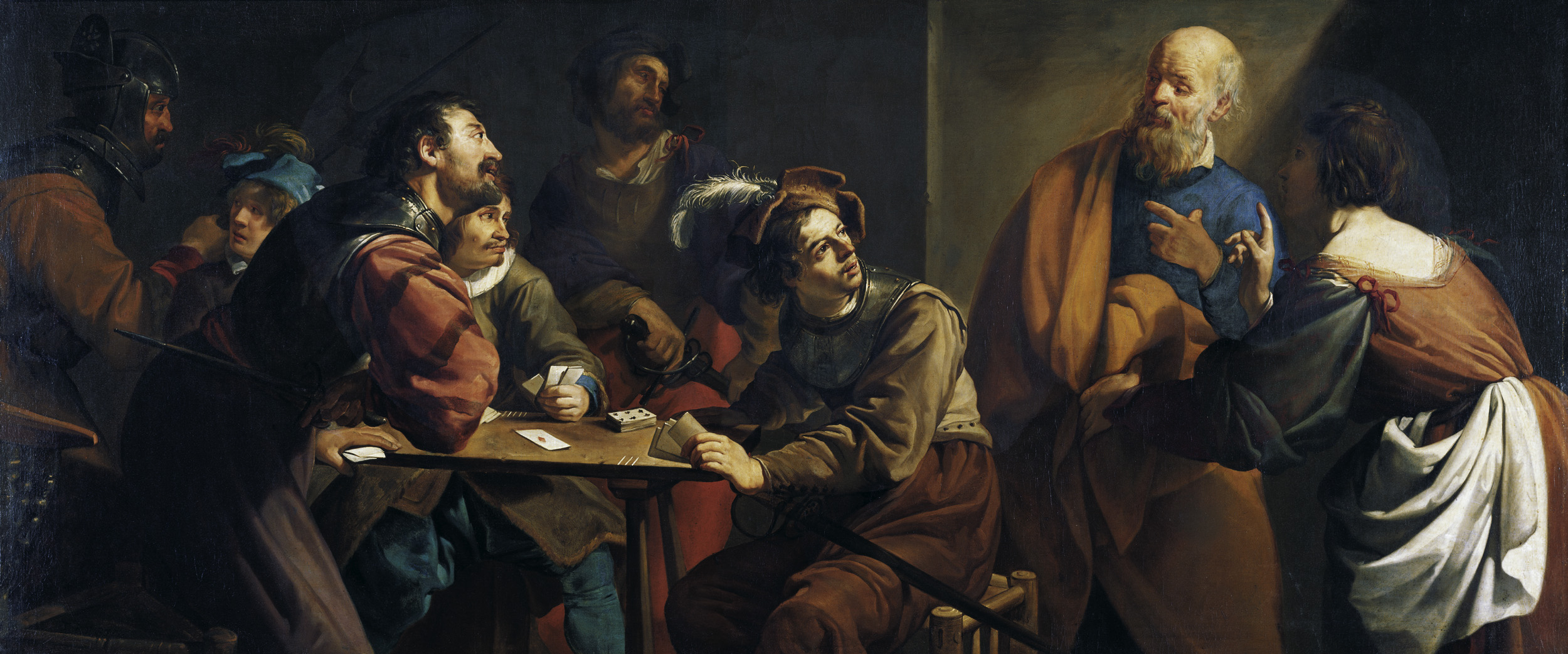
Theodoor Rombouts, Zapření svatého Petra, 1789
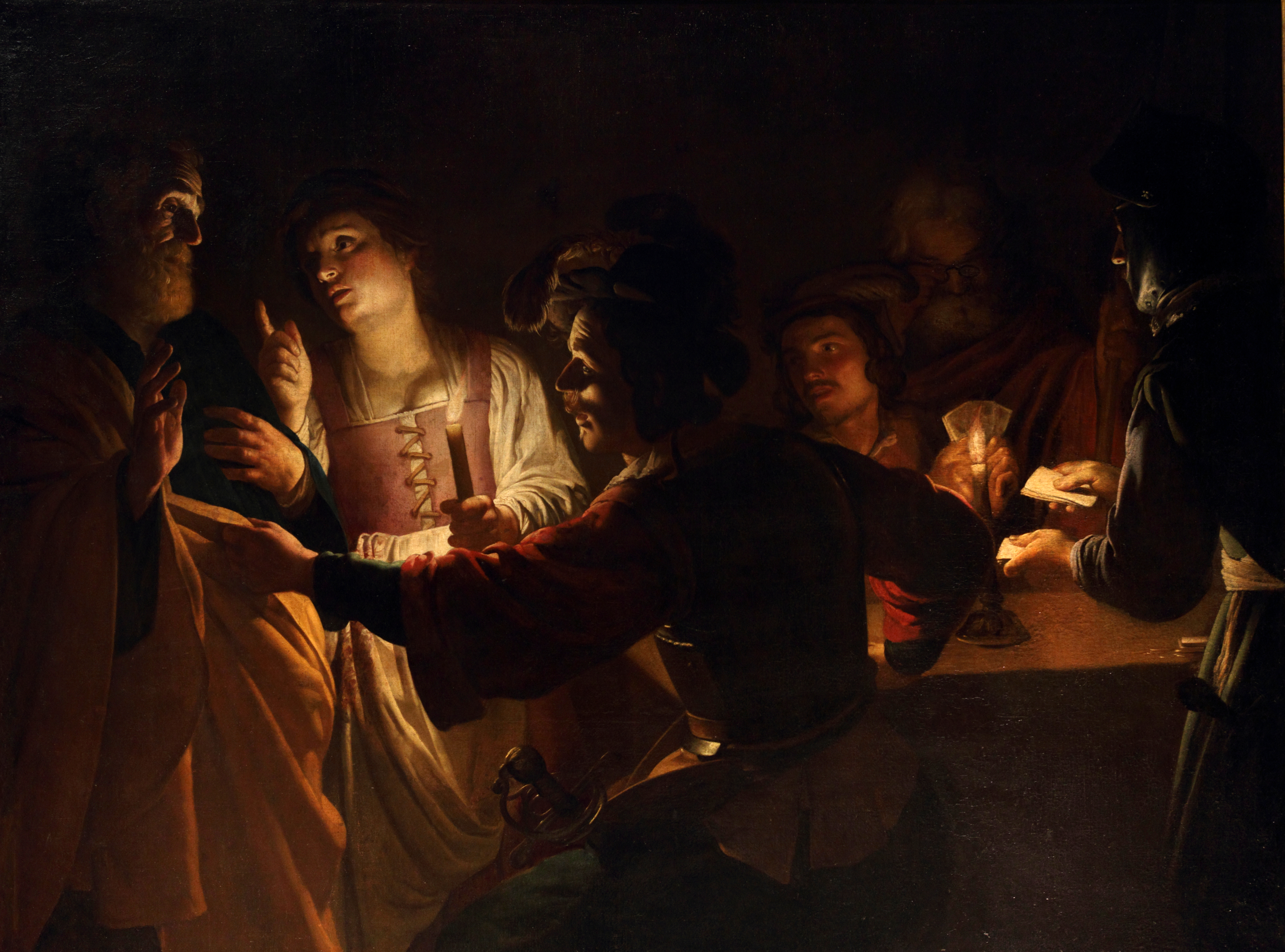
Gerard van Honthorst, Zapření svatého Petra, cca 1618–1620
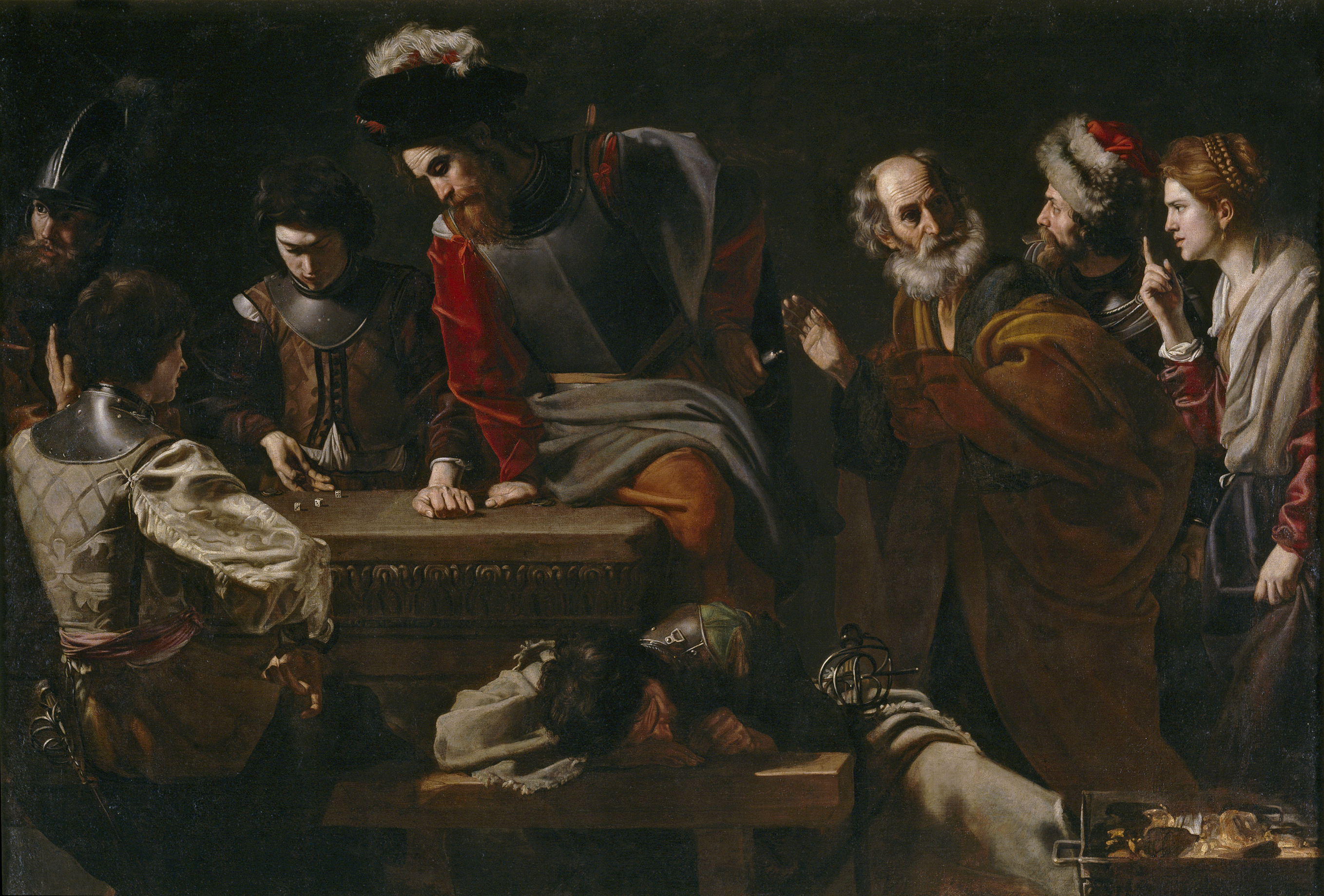
Nicolas Tournier, Zapření sv. Petra, cca 1625
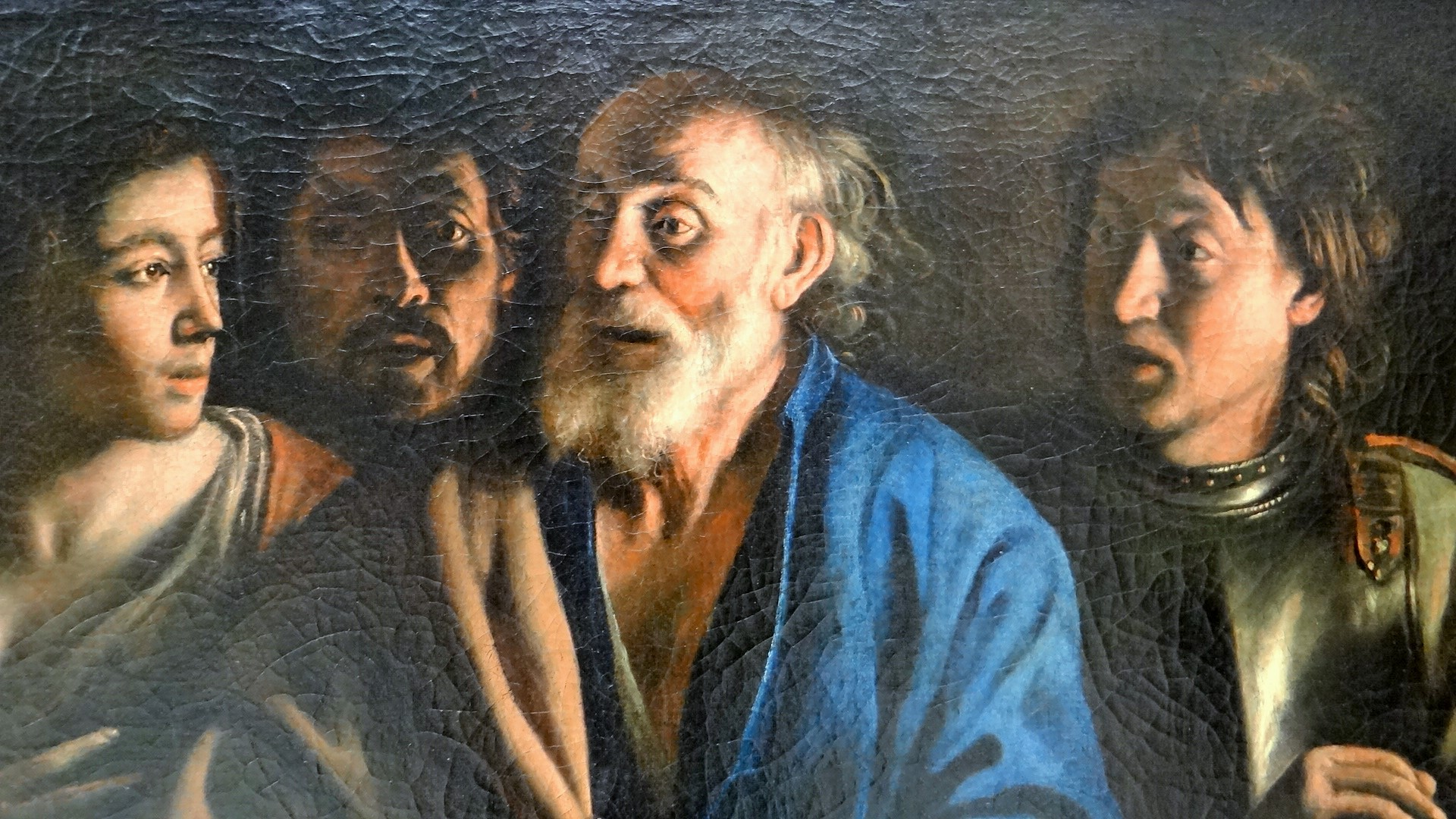
Mathieu Le Nain, Zapření svatého Petra, cca 1648